# Saw IV
Saw IV is een Amerikaanse thriller-horrorfilm uit 2007. De film is het vierde deel uit de Saw-filmreeks en werd geregisseerd door Darren Lynn Bousman. James Wan en Leigh Whannell keerden opnieuw terug als uitvoerend producent van de film.

## Verhaal
Een autopsie op John Kramer, beter bekend als de Jigsaw-moordenaar, onthult een met kaarsvet bedekte microcassette in zijn maag. Daarop is John Kramer te horen die vertelt dat zijn dood niet het einde van zijn gedachtegoed betekent. Sterker nog, de spellen zijn slechts pas begonnen. In een mausoleum ontwaken twee mensen genaamd Trevor en Art. De een ziet niks en de ander kan niet praten, omdat respectievelijk de ogen en de mond zijn dichtgenaaid. Ze zijn vastgeketend aan een apparaat en wanneer dat geactiveerd wordt, raken ze in paniek. Art vermoordt Trevor om een sleutel uit zijn halsband te halen en bevrijdt zichzelf.
Ondertussen ontdekt de politie de overblijfselen van rechercheur Kerry, die in Saw III slachtoffer werd van John Kramers volgeling Amanda. Nadat hij agent Rigg waarschuwt voor het binnenvallen door een onbeveiligde deur, wordt rechercheur Hoffman voorgesteld aan FBI-agenten Strahm en Perez. Zij concluderen dat Amanda hulp gehad moet hebben bij het plaatsen van Kerry in haar val en dat er dus nog een volgeling moet zijn.
Die avond worden Rigg en Hoffman aangevallen door een gemaskerd figuur. Rigg krijgt te horen dat rechercheur Matthews nog in leven is, na zijn gevangenschap in Saw II en zijn mislukte ontsnappingspoging in Saw III, en dat hij negentig minuten heeft om zichzelf te redden. Zijn eerste test vindt plaats in zijn eigen huis, waar ene Brenda in een val zit die haar langzaam scalpeert, omringd door foto's van haar slachtoffers. Hij is gewaarschuwd haar niet te helpen, maar doet dat toch. Nadat Rigg de vrouw heeft bevrijdt, probeert ze hem te vermoorden met een mes, omdat ze anders vervolgd zal worden voor prostitutie.
Riggs volgende test vindt plaats in een motel, waar hij manager van dienst Ivan moet ontvoeren. Hij dwingt Ivan, die een serieverkrachter blijkt, in de klaargezette val nadat hij beelden heeft gezien van zijn misdaden. Ivan wordt uiteen getrokken, terwijl Rigg doorgaat naar zijn volgende test in een schoolgebouw waar hij een man aanviel die werd vrijgesproken van het misbruiken van zijn familie. Hoffman redde destijds zijn carrière door een valse getuigenverklaring te geven. In een van de klaslokalen vindt Rigg de man die zijn familie mishandelt en zijn vrouw aan paal zijn gespiesd. Er waren meerdere spiesen, maar die heeft de vrouw reeds verwijderd en daardoor is de man overleden. Riggs helpt met haar met de laatste spies en terwijl hij naar zijn volgende test vertrekt, trekt hij aan een brandalarm om de hulpinstanties te alarmeren.
Strahm en Pereze komen ter plaatse en komen er achter dat alle slachtoffers werden verdedigd door Art, die ook de advocaat is van John Kramers ex-vrouw Jill Tuck. Nadat een politiefotograaf per ongeluk gedood wordt, vindt Perez de bekende pop van Jigsaw in het kantoor. Ze negeert de waarschuwing en de pop explodeert in haar handen. Terwijl Perez in kritieke toestand in het ziekenhuis ligt, wordt Jill door Strahm ondervraagt. Zij vertelt dat ze zwanger was van een jongetje genaamd Gideon, maar een miskraam kreeg toen ene Cecil de kliniek waar ze werkte beroofde en deur in maag sloeg. John Kramer en zij groeiden uit elkaar, wat leidde tot een scheiding. Nadat hij werd gediagnostiseerd met kanker en een zelfmoordpoging deed, sloot hij Cecil op in een val. Cecil ontsnapte, maar wilde wilde John Kramer aanvallen en viel in een gaas van prikkeldraad. Strahm legt verbanden tussen het verhaal van Jill en de Gideon Meat Factory, een vleesverwerkingsfabriek waar Riggs laatste test plaats zal vinden.
Als Strahm arriveert, loopt hij per ongeluk dezelfde route als Jeff Denlon liep in Saw III. Rigg nadert ondertussen zijn laatste test. Eerder werd onthuld dat als de deur van de laatste ruimte geopend wordt voordat de tijd om is, Matthews tussen twee ijsblokken verpletterd zal worden en Hoffman geëlektrocuteerd zal worden door de complexe val waar ze samen in zitten. Zij worden op vastgehouden door Art, die op zijn beurt gedwongen wordt door Jigsaw. Matthews ziet Rigg aankomen en probeert hem te waarschuwen niet door de deur te lopen. Hij ziet dat Rigg het niet begrijpt en probeert hem neer te schieten met een wapen dat Art hem gegeven heeft. Rigg wordt geraakt in zijn buik, maar valt met nog één seconde op de klok door de deur, waarna Matthews wordt gedood. Rigg schiet Art neer, terwijl Strahm een met een pistool zwaaiende Jeff tegenkomt. Strahm schiet Jeff neer, niet wetenede dat hij wanhopig op zoek is naar zijn dochter. Het blijkt dat Hoffman nooit echt in gevaar was en ook een volgeling van John Kramer is. Zonder zichzelf te laten zien sluit hij een verbijsterde Strahm op, waarna hij als held wordt onthaald wanneer hij met Jeffs dochter in zijn armen naar buiten komt.

## Rolverdeling
| Acteur           | Personage                        |
| ---------------- | -------------------------------- |
| Tobin Bell       | John Kramer / Jigsaw             |
| Costas Mandylor  | Detective Hoffman                |
| Scott Patterson  | Agent Strahm                     |
| Betsy Russell    | Jill Tuck                        |
| Lyriq Bent       | Sergeant Daniel Rigg             |
| Athena Karkanis  | Agent Perez                      |
| Justin Louis     | Art                              |
| Donnie Wahlberg  | Eric Matthews                    |
| Angus Macfadyen  | Jeff Denlon                      |
| Bahar Soomekh    | Lynn Denlon                      |
| Dina Meyer       | Agent Kerry                      |
| Mike Realba      | Agent Fisk                       |
| Marty Adams      | Ivan                             |
| Sarain Boylan    | Brenda                           |
| Billy Otis       | Cecil                            |
| James Van Patten | Dr. Heffner                      |
| Kevin Rushton    | Trevor                           |
| Kelly Jones      | SWAT-agent Pete                  |
| Ingrid Hart      | Tracy Rigg                       |
| Julian Richings  | Vagrant                          |
| Niamh Wilson     | Corbett Denlon                   |
| Janet Land       | Morgan                           |
| Ron Lea          | Rex                              |
| Shawnee Smith    | Amanda Young (archief materiaal) |

## Productie
Op 12 februari 2007 werd begonnen met de productie van de film. Op 26 april 2007 werd gestart met de opnamen, die tot 30 mei duurden. De filmlocatie is net als bij deel twee en drie Toronto in Canada. Zowel de officiële trailer als de filmposter werd vrijgegeven op 31 augustus. Ook de officiële website werd die dag geopend. Net als met het voorgaande deel, ging Saw IV in première met Halloween in de Amerikaanse bioscopen. België en Nederland volgden respectievelijk op 26 december 2007 en 3 januari 2008.

## Ontvangst
Saw IV werd uitgebracht op 26 oktober 2007 en werd door het publiek gemengd ontvangen. Op Rotten Tomatoes heeft de film een score van 19% op basis van 84 beoordelingen. Metacritic komt op een score van 36/100, gebaseerd op 16 beoordelingen. In 2008 werd een vervolgfilm uitgebracht onder de naam Saw V.